# Počátek Země Nezemě
Počátek Země Nezemě (v anglickém originále Neverland) je britský dvoudílný fantasy film z roku 2011. Režisérem filmu je Nick Willing. Hlavní role ve filmu ztvárnili Rhys Ifans, Anna Friel, Charles Dance, Q’orianka Kilcher a Charlie Rowe.

## Obsazení
| Rhys Ifans         | Jimmy Hook       |
| Anna Friel         | Elizabeth Bonny  |
| Charles Dance      | Richard Fludd    |
| Q’orianka Kilcher  | Aaya             |
| Charlie Rowe       | Petr             |
| Bob Hoskins        | Mr. Smee         |
| Keira Knightley    | hlas Tinker Bell |
| Charlotte Atkinson | Tinker Bell      |